# 유스케 산타마리아
유스케 산타마리아(ユースケ・サンタマリア, 1971년 3월 12일 ~)는 일본의 배우이자 가수이다. 본명은 나카야마 유스케(中山 裕介)이며, 오이타현 오이타시 출신이다.
테이크잇 에이전시 소속이며, 별명은 유스케이다. 라틴 록 밴드 빙고 봉고 (Bingo Bongo)의 보컬 겸 MC 로 데뷔했으며, 현재는 배우, 탤런트, 진행자로 활동 중이다.

## 주요 출연작

### 버라이어티 쇼
- 《아시아 앤 비트(1995년)
- 《풋스마》 (1998년 10월 ~ 2017년 3월 말)

### 드라마
- 1995년 《정의의 샐러리맨》
- 1997년 《춤추는 대수사선》 마시타 마사요시 역
- 1998년 《결혼전야》
- 1998년 《잠자는 숲》
- 1999년 《퍼펙트 러브!》
- 2000년 《중매결혼》
- 2000년 《하나무라 다이스케》
- 2001년 《로켓 보이》
- 2001년 《안녕 오즈 선생》
- 2002년 《웨딩 플래너》
- 2002년 《아르제논에게 꽃다발을》 주연 - 후지사와 하루 역
- 2003년 《당신 옆에 누군가 있다》
- 2004년 《홈 드라마》
- 2007년 《이번 주, 아내가 바람핍니다》
- 2008년 《가난남자: 본비맨》
- 2009년 《구명병동 24시 시즌 4》
- 2011년 《레이디: 최후의 범죄 프로파일러》
- 2012년 《가족의 노래》

### 영화
- 춤추는 대수사선 시리즈 마시타 마사요시 역
  - 춤추는 대수사선 THE MOVIE (1998년)
  - 춤추는 대수사선 THE MOVIE 2 (2003년)
  - 교섭인 마시타 마사요시 (2005년)
  - 춤추는 대수사선 3 (2010년)
  - 춤추는 대수사선 THE FINAL (2012년)
- 냉정과 열정 사이 (2001년)
- 도플갱어 (2003년)
- 우동 (2006년)
- 사카이 가족의 행복 (2006년)
- 키사라기 미키짱 (2007년)
- R246 STORY: 도시락 부부 (2008년)
- 20세기 소년: 제2장 최후의 희망 (2009년)
- 소년 메리켄사쿠 (2009년)
- 돈쥬 (2009년)
- 구부러져라! 스푼 (2009년)
- 태양의 유산 (2011년)
- 크로즈 썸 (2012년)
- 기노시타 게이스케 이야기 (2013년)
- 이별까지 7일 (2014년)
- 장미빛 부코 (2014년)
- ST 적과 백의 수사파일 (2015년)
- 에이프릴 풀스 (2015년)
- 블루 아워 (2020년) - 토가시 아키라 역